# Josef Šolín
Josef Šolín (4. březen 1841 Trhová Kamenice – 19. září 1912 Praha) byl český matematik a inženýr, profesor pražské techniky.

## Život
Narodil se v Trhové Kamenici. Absolvoval nižší reálku v Chrudimi a vyšší reálku v Ječné v Praze. V letech 1860–1864 studoval pražský Polytechnický institut. V roce 1863 studoval též na filosofické fakultě Univerzity Karlovy. V letech 1864–1868 byl asistentem na katedře deskriptivní geometrie. Po získání aprobace z matematiky a deskriptivní geometrie v roce 1868 vyučoval na reálce. Matematiku vyučoval také na Vyšší dívčí škole v Praze. V roce 1869 nastoupil jako docent stavební mechaniky zpět na pražskou techniku. V roce 1873 byl jmenován mimořádným a v roce 1876 řádným profesorem. V roce 1878 předal svou funkci Eduardu Weyrovi a obdržel profesuru pružnosti a pevnosti. Ve třech funkčních obdobích (1879–1880, 1889–1890 a 1905–1906) byl zvolen rektorem, jedenáctkrát byl děkanem.
Působil rovněž jako redaktor Ottova slovníku naučného, kde byl vrchním redaktorem pro technické obory.
Zemřel 19. září 1913 v Praze a byl pohřben v hrobce na Olšanských hřbitovech.
Podrobný obsah a rozbor všech jeho prací byl uveřejněn v časopise Technický obzor (r. 1911, str. 47 a dále).

## Členství ve spolcích
- Královská česká společnost nauk (mimořádným členem od roku 1877, řádným členem od roku 1904)
- Česká akademie císaře Františka Josefa pro vědy, slovesnost a umění (od roku 1890; v letech 1891–1899 byl generálním sekretářem)
- Spolek inženýrů a architektů
- Jednota českých matematiků

## Ocenění
- 1896  Řád železné koruny III. třídy
- 1904 titul c. k. dvorní rada
- 1906 čestný doktorát ČVUT
- Je po něm pojmenována Šolínova ulice v areálu ČVUT v Praze 6 – Dejvicích.
- Jako "prvnímu českému badateli ve stavebné mechanice" mu byla věnována publikace Stavebná mechanika, díl prvý, autor Zdeněk Bažant, Praha 1918[6]